# The Untouchables
The Untouchables (с англ. — «неприкасаемые») — компьютерная игра, выпущенная Ocean Software в 1989 году для ZX Spectrum, Amstrad CPC, Commodore 64, MSX, Atari ST, Amiga, DOS, а позже для NES и SNES. Основана на фильме «Неприкасаемые» (1987).
Обладатель титула Game of the Year 8 bit премии Golden Joystick.

## Игровой процесс
Игра представляет собой сайд-скроллер, в ключевых событиях следующую кинофильму. Действие игры происходит в Чикаго. Основная цель — уничтожить приспешников Аль Капоне и, в конечном итоге, арестовать самого главаря бандитов.

## Оценки
Журнал Electronic Gaming Monthly оценил версию для Super NES в 5,8 из 10, прокомментировав своё решение так: «Игра была бы лучше, если бы поддерживала Super Scope, так как использовать геймпад для стрельбы несколько затруднительно».
Рецензент журнала Crash назвал игру «отличной штукой». Похвалы удостоились живая атмосфера Чикаго, заглавная музыка, детализированная графика и сложный игровой процесс.
Журнал Sinclair User назвал игру потрясающей, успешной и одной из наиболее точных адаптаций фильма.
Пол Рэнд из Computer and Video Games писал, что «The Untouchables — хорошо продуманный продукт, который найдет своё место в коллекциях программного обеспечения большинства людей […] Те, кто его купят, не будут разочарованы».
Журнал The Games Machine присоединился к восторгам остальных рецензентов, указав, что «все шесть уровней — захватывающее развлечение, с соответствующей графикой, чтобы дать аутентичное ощущение двадцатых годов, и некоторыми приятными штрихами […] Все это делает The Untouchables победителем».
В 1990 году игра была удостоена премии Golden Joystick как лучша 8-битная игра года.